# Stictoptera nigrofascia
Stictoptera nigrofascia là một loài bướm đêm trong họ Noctuidae.